# Sammy Adjei
Samuel "Sammy" Adjei (Acra, 1 de setembro de 1980) é um ex-futebolista ganês que atuava como goleiro.

## Seleção Nacional
Foi um dos goleiros da Seleção Ganesa na Copa do Mundo de 2006 e nas Copas das Nações Africanas de 2000, 2002 e 2006. Estreou pela seleção na partida contra o Sudão em 25 de Fevereiro de 2001.

## Títulos
Gana
- Campeonato Africano das Nações: 2008 3º Lugar.